# Luzytania

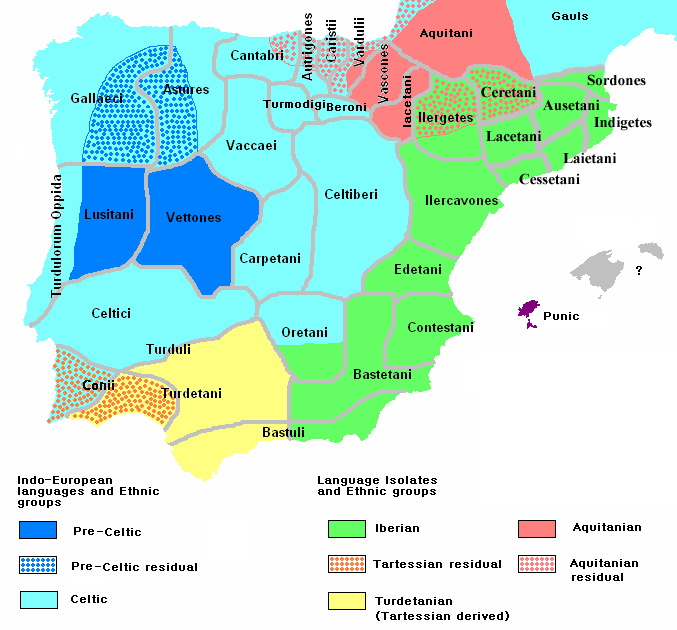
Orientacyjne rozmieszczenie plemion na Półwyspie Iberyjskim ok. 200 p.n.e.

Luzytania (łac. Lusitania, także: Hispania Lusitania), starożytna prowincja rzymska, która znajdowała się na Półwyspie Iberyjskim i obejmowała obszar obecnej Portugalii na południe od Duero (Douro) i południowo-zachodnią część Hiszpanii.
Za czasów republiki jej południowa część była częścią prowincji Hispania Ulterior. Powstała w 27 r. p.n.e., w okresie Cesarstwa Rzymskiego, po zdobyciu północnej części Półwyspu Iberyjskiego przez Rzymian. Po raz pierwszy Rzymianie wkroczyli na jej terytorium w II w. p.n.e. Wojny Luzytańskie toczone w latach 154-133 p.n.e. (Powstanie Luzytanów, wojna Wiriatusa, wojna numantyjska) doprowadziły do podboju tych ziem przez Rzymian.
Nazwa pochodzi od plemienia Luzytanów zamieszkujących te obszary w okresie starożytnym. Ich pochodzenie nie zostało dotychczas ustalone. 
Plemię to jest częstym obiektem odwołań w kulturze portugalskiej oraz ważnym elementem tożsamości narodowej Portugalczyków. Zjawisko to można porównać do rodzimego sarmatyzmu lub znaczenia, jakie przywiązują Rumuni do starożytnego ludu Daków. Tytuł narodowego eposu Portugalii autorstwa Luísa de Camõesa to Luzjady (Os Lusíadas).
Stolicą była Emerita Augusta (obecnie Mérida).